# Nabeel Hamdi
Nabeel Hamdi es un arquitecto y urbanista, nacido en Afganistán pero afincado en Reino Unido. Es catedrático emérito de vivienda y urbanismo en Oxford Brookes University.
Tras aceptar una invitación de John Habraken, entre 1981 y 1990 fue profesor en Massachusetts Institute of Technology (MIT). Es ganador, en 1997, del Habitat Scroll of Honour Award de las Naciones Unidas, del Programa de Naciones Unidas para los Asentamientos Humanos, y es el fundador del máster en desarrollo que ganó el premio Queen's Anniversary Prize for Higher and Further Education en 2001.

## Publicaciones
- Small Change (Earthscan, 2004)
- Housing Without Houses (IT Publications, 1995)
- Making Micro Plans (IT Publications 1988)
- Action Planning for Cities (John Wiley and Sons, 1997)
- The Placemaker's Guide to Building Community (Earthscan, 2010)